# Brachyta sachalinensis
Brachyta sachalinensis är en skalbaggsart som beskrevs av Matsumura 1911. Brachyta sachalinensis ingår i släktet Brachyta och familjen långhorningar. Inga underarter finns listade.